# Bondsdagverkiezingen 1994

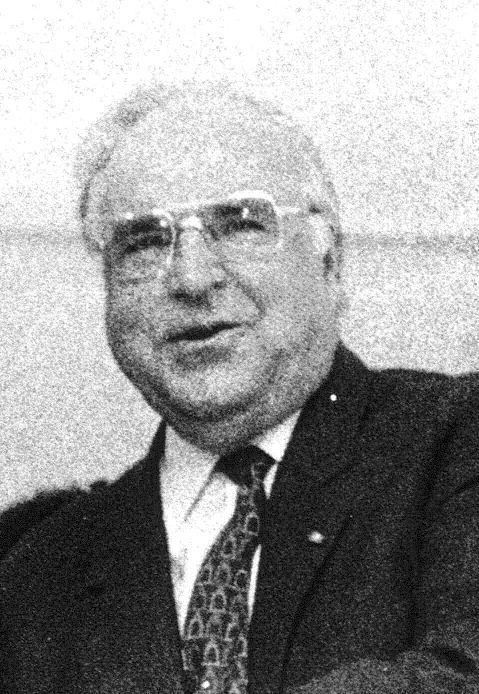
Helmut Kohl (1994)

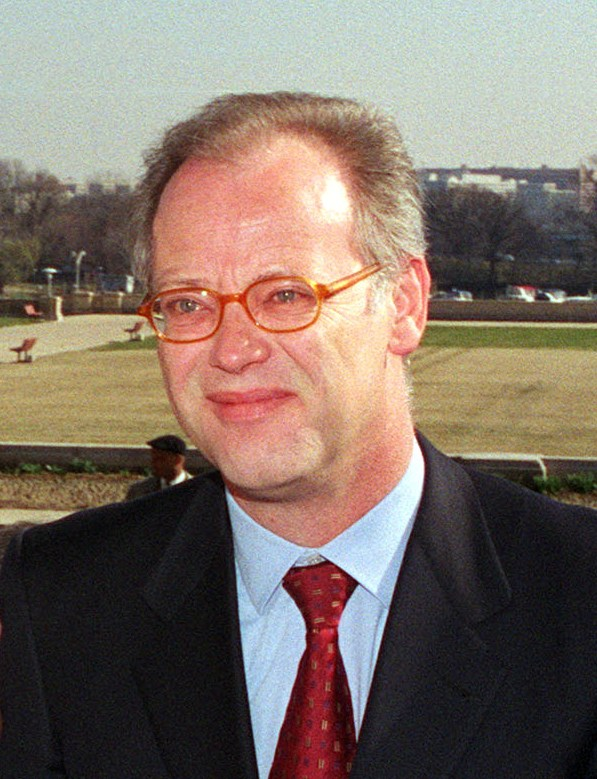
Rudolf Scharping (2001)

De Bondsdagverkiezingen van 1994 vonden op 16 oktober 1994 plaats. Het waren de dertiende federale verkiezingen in de Bondsrepubliek Duitsland en de tweede na de hereniging van Duitsland.
In de aanloop naar de verkiezingen kandideerde de belangrijkste oppositiepartij, de Sociaaldemocratische Partij van Duitsland (Sozialdemokratische Partei Deutschlands, SPD), de minister-president van Rijnland-Palts, Rudolf Scharping voor het Bondskanselierschap. Scharping, die ook bondsvoorzitter van de SPD was, werd gesteund door Gerhard Schröder en de linkse Oskar Lafontaine, de twee belangrijkste partijleiders. Aanvankelijk was Björn Engholm (minister-president van Sleeswijk-Holstein) de SPD-kandidaat voor het Bondskanselierschap, maar hij trok zich in 1993 uit de politiek terug omdat hij in verband werd gebracht met de zogenaamde Barschel-affaire.
De Christelijk Democratische Unie van Duitsland (Christlich Demokratische Union Deutschlands, CDU) kandideerde als vanzelf zittend Bondskanselier Helmut Kohl voor een nieuw termijn. De Beierse rooms-katholieke Christelijk-Sociale Unie (Christlich-Soziale Union, CSU) en de liberale Vrije Democratische Partij (Freie Demokratische Partei, FDP), waarmee de CDU al sinds 1983 een coalitie vormde, steunden de kandidatuur van Kohl.

De bondsdagverkiezingen verliepen, ondanks het verlies, niet ongustig voor de CDU. De gezamenlijke fractie CDU/CSU (Union) bleef met 41,5% de grootste in de Bondsdag (Bundestag). Winst was er ook voor de SPD die 36,4% van de stemmen kreeg en de grootste partij in de Bondsdag werd. Bijzonder ongustig verliepen de bondsdagverkiezingen voor de liberale FDP, dat 32 zetels verloor. Ondanks de negatieve verkiezingsresultaten voor de FDP kon de coalitie worden gehandhaafd.
Bündnis 90/Die Grünen, een fusie partij bestaande uit de vroegere West-Duitse Groenen, vroegere Oost-Duitse Groenen en de Oost-Duitse oppositiebeweging Bündnis 90 deed het bijzonder goed en verkreeg 7,3% van de stemmen. In totaal bezaten de Groenen in de nieuwe Bondsdag 49 zetels en werd de derde partij van Duitsland.
De voormalige Oost-Duitse communisten partij, de Partij van het Democratische Socialisme (Partei des Demokratischen Sozialismus) verkreeg 4,4% van de stemmen.

## Uitslag
| Partij                                                                                     | %     | zetels | verschil |
| ------------------------------------------------------------------------------------------ | ----- | ------ | -------- |
| Christelijk Democratische Unie van Duitsland (Christlich Demokratische Union Deutschlands) | 34,2% | 244    | -24      |
| Christelijk-Sociale Unie (Christlich-Soziale Union)                                        | 7,3%  | 50     | -1       |
| Vrije Democratische Partij (Freie Demokratische Partei)                                    | 6,9%  | 47     | -32      |
| Sociaaldemocratische Partij van Duitsland (Sozialdemokratische Partei Deutschlands)        | 36,4% | 252    | +13      |
| Bündnis 90/Die Grünen (Bündnis 90/Die Grünen)                                              | 7,3%  | 49     | +41      |
| Partij van het Democratische Socialisme (Partei des Demokratischen Sozialismus)            | 4,4%  | 30     | +13      |
| Overigen                                                                                   | 3,6%  | 0      | -        |
| Totaal                                                                                     | 100%  | 672    | +10      |

|  |

|  |

|  |

|  |

|  |

|  |

|  |

|  |

|  |

|  |

|  |

|  |

|  |

|  |

|  |

|  |

|  |

|  |

|  |

|  |

|  |

## Verwijzingen
1. ↑  Winkler Prins Jaarboek 1995, door: red. Winkler Prins, blz. 134
2. ↑  De kiesdrempel in de voormalige Oost-Duitse gebieden was lager dan de 5% in de West-Duitse gebieden